# Vương Bằng (sinh năm 1964)
Vương Bằng (tiếng Trung giản thể: 王鹏, bính âm Hán ngữ: Wáng Péng, sinh tháng 2 năm 1964, người Hán) là tướng lĩnh Quân Giải phóng Nhân dân Trung Quốc. Ông là Trung tướng Quân Giải phóng Nhân dân Trung Quốc, Ủy viên Ủy ban Trung ương Đảng Cộng sản Trung Quốc khóa XX, hiện là Bộ trưởng Bộ Quản lý Huấn luyện Quân ủy Trung ương. Ông từng là Phó Hiệu trưởng Đại học Quốc phòng; Viện trưởng Học viện Chỉ huy Lục quân Trung Quốc.
Vương Bằng là đảng viên Đảng Cộng sản Trung Quốc, học vị Cử nhân Kinh tế, Thạc sĩ Quốc phòng. Ông có sự nghiệp từng tham chiến, tham gia huấn luyện và bồi dưỡng quân đội trong nhiều năm.

## Xuất thân và giáo dục
Vương Bằng sinh tháng 2 năm 1964 tại huyện Tương Hương, nay là thành phố cấp huyện Tương Hương, thuộc địa cấp thị Tương Đàm, tỉnh Hồ Nam, Cộng hòa Nhân dân Trung Hoa. Ông lớn lên và tốt nghiệp phổ thông ở Tương Hương, đến tháng 9 năm 1981 thì thi cao khảo và thi đỗ Đại học Nam Kinh, chuyển tới học và tốt nghiệp Cử nhân Kinh tế vào tháng 7 năm 1985. Sau đó, ông tham gia lĩnh vực khoa học quân sự, là nghiên cứu viên của Bộ Lý luận chiến lược Viện Hàn lâm Khoa học Quân sự Trung Quốc, nhiều lần yêu cầu được bổ nhiệm và được gửi đến Học viện Chỉ huy Lục quân Trung Quốc để được đào tạo nghiệp vụ tham mưu hợp thành. Năm 2001, ông được điều tới Đại học Quốc phòng Trung Quốc để học cao học và nhận bằng Thạc sĩ Quốc phòng vào tháng 1 năm 2003. Vương Bằng được kết nạp Đảng Cộng sản Trung Quốc vào tháng 11 năm 1986.

## Sự nghiệp
Sau khi tốt nghiệp Đại học Nam Kinh, Vương Bằng nhập ngũ Quân Giải phóng Nhân dân Trung Quốc ở phương diện khoa học quân sự. Sau những khóa huấn luyện sĩ quan, ông được điều tới Vân Nam tham gia Chiến dịch Lưỡng Sơn giai đoạn 1984–1993 ở núi Giả Âm, núi Giả ở huyện Ma Lật Pha, mặt trận Vị Xuyên giữa Quân khu Côn Minh và Quân khu 2, Quân đội nhân dân Việt Nam thời kỳ hậu Chiến tranh biên giới Việt–Trung 1979. Vào thời kỳ này, ông lần lượt là cán bộ huấn luyện, cán bộ tham mưu của sư đoàn rồi phó trưởng phòng huấn luyện, tiểu đoàn trưởng, tham mưu trưởng trung đoàn, trưởng phòng huấn luyện sư đoàn. Từ năm 1998, ông đảm nhiệm chức vụ Trưởng ban Huấn luyện đại đội giảng dạy Tập đoàn quân 12, Trưởng ban Trinh sát Bộ Tư lệnh Tập đoàn quân, tham mưu trưởng lữ đoàn, phó lữ đoàn trưởng của Tập đoàn quân 12. Những năm này, ông được trao nhiều giải thưởng trong công tác như "Toàn quân ái quân tiêu binh xuất sắc", "Sĩ quan chỉ huy giỏi", "Cá nhân tiên tiến trong huấn luyện quân sự" của quân khu, "Cá nhân tiên tiến trong chuẩn bị chiến đấu và xử lý vấn đề then chốt", "Cá nhân tiên tiến trong chống bạo động, khủng bố". Tháng 7 năm 2006, Vương Bằng nhậm chức Lữ đoàn trưởng Lữ đoàn bộ binh cơ giới 34 của Tập đoàn quân 12, đến 2008 thì trải qua quá trình đánh giá nghiêm ngặt, Lữ đoàn 34 được chọn làm lực lượng mô phỏng quân sự của Quân khu Nam Kinh, tiến hành tập trận đối đầu trên thực tế để huấn luyện với nhiều đội quân khác nhau trong nhiều địa hình, phân về nhóm màu xanh ứng phó đối thủ màu đỏ, và ông cũng được trao danh hiệu "Tư lệnh Lam quân". Trong giai đoạn huấn luyện, Lữ đoàn 34 và Vương Bằng được nhiều đồng đội, đội ngũ gọi là "dã lang", "hơn cả sói hoang" với kỷ luật cao, chiến đấu quyết liệt, và được chọn là một trong những hình mẫu học tập của toàn quân Quân Giải phóng năm 2009. Kết thúc huấn luyện, Vương Bằng được bổ nhiệm làm Phó Tham mưu trưởng Tập đoàn quân 12, đến năm 2016, khi hệ thống quân đội được cải tổ, ông được phân công làm Phó Tham mưu trưởng của Lục quân Chiến khu Đông Bộ.
Tháng 7 năm 2017, Vương Bằng được phong quân hàm Thiếu tướng Lục quân, đến tháng 6 năm 2019 thì được bổ nhiệm làm Viện trưởng Học viện Chỉ huy Lục quân Trung Quốc. Tháng 6 năm 2021, ông được điều chuyển làm Phó Hiệu trưởng kiêm Trưởng Giáo dục của Đại học Quốc phòng Trung Quốc. Tháng 12 cùng năm, ông được thăng quân hàm Trung tướng, được điều bổ nhiệm làm Bộ trưởng Bộ Quản lý Huấn luyện Quân ủy Trung ương. Giai đoạn đầu năm 2022, ông được bầu làm đại biểu tham gia Đại hội Đảng Cộng sản Trung Quốc lần thứ XX từ đoàn Quân Giải phóng và Vũ cảnh. Tại đại hội, ông được bầu làm Ủy viên Ủy ban Trung ương Đảng Cộng sản Trung Quốc khóa XX.

## Lịch sử thụ phong quân hàm
| Quân hàm |             |             |  |  |  |  |  |  |  |  |  |
| Cấp bậc  | Thiếu tướng | Trung tướng |  |  |  |  |  |  |  |  |  |
|          |             |             |  |  |  |  |  |  |  |  |  |